# Preis der Leipziger Buchmesse/Sachbuch und Essayistik

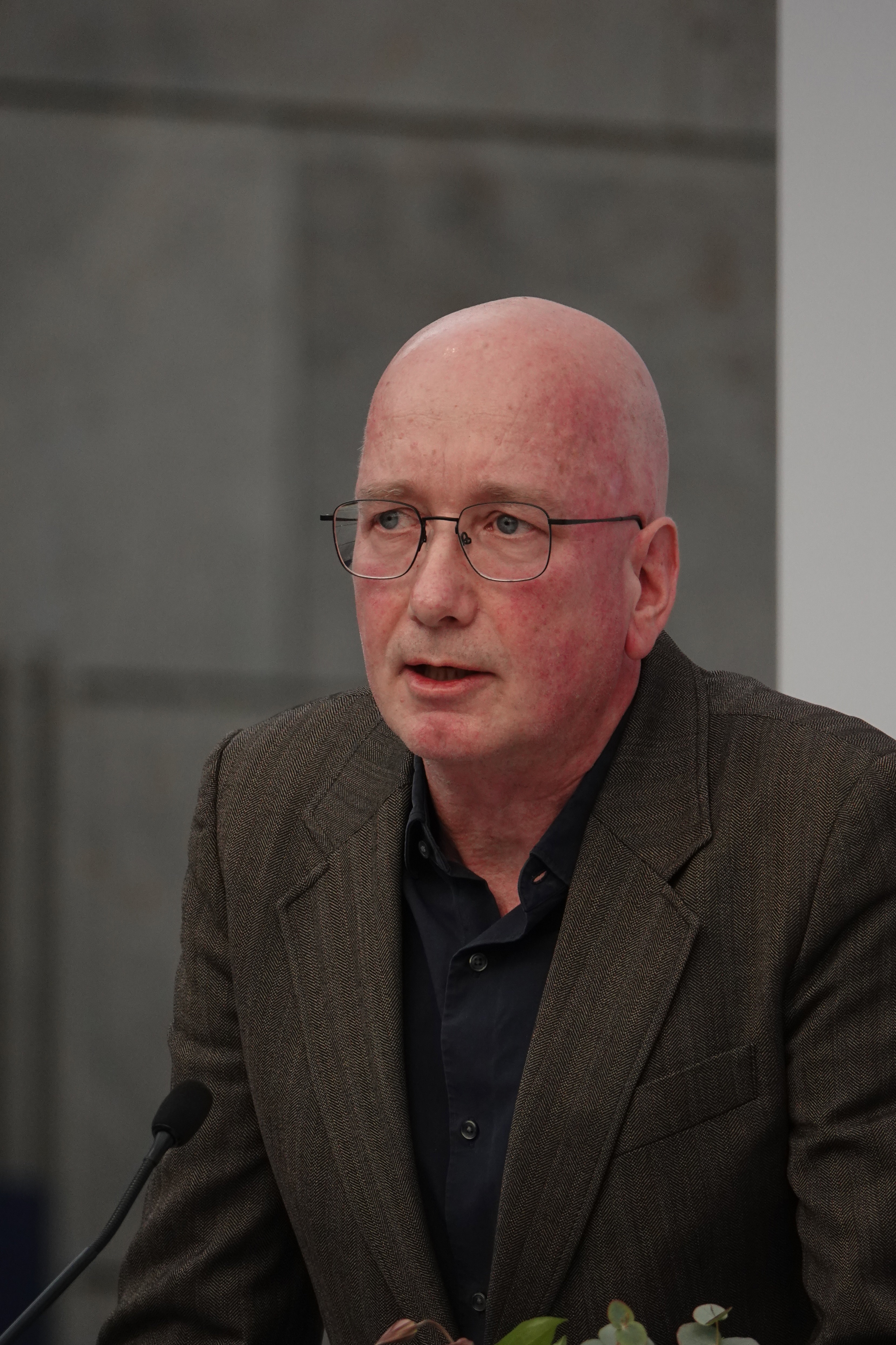
Preis der Leipziger Buchmesse 2024 (Sachbuch):Tom Holert

Gewinner und nominierte Autoren für den Preis der Leipziger Buchmesse in der Kategorie Sachbuch/Essayistik. Die Auszeichnung wird seit 2005 im Rahmen der Leipziger Buchmesse vergeben. Hochschulschriften und Herausgeberwerke sind vom Preis ausgeschlossen. Die Auszeichnung ist mit 15.000 Euro für den prämierten Autor oder die prämierte Autorin dotiert, wobei zusätzlich je 1000 Euro Preisgeld auf die Nominierten entfallen (Stand: 2019).

## Preisträger
Am häufigsten ausgezeichnet wurden Werke von Autoren mit deutscher Staatsangehörigkeit (15 Siege), gefolgt von Israel (Saul Friedländer) und Österreich (Franz Schuh). Bisher konnte kein Schriftsteller den Preis mehr als einmal gewinnen. Auf je zwei Nominierungen kommen Götz Aly (2005 und 2013), Michael Hagner (2005 und 2021), Lothar Müller (2012 und 2019) und Ulrich Raulff (2010 und 2016), aber nur Raulff konnte den Preis einmal gewinnen.
Der Verlag mit den meisten Preisträgern ist C.H.Beck (fünf Siege), gefolgt von Rowohlt (drei Auszeichnungen) und vom Berlin Verlag (zwei Erfolge).

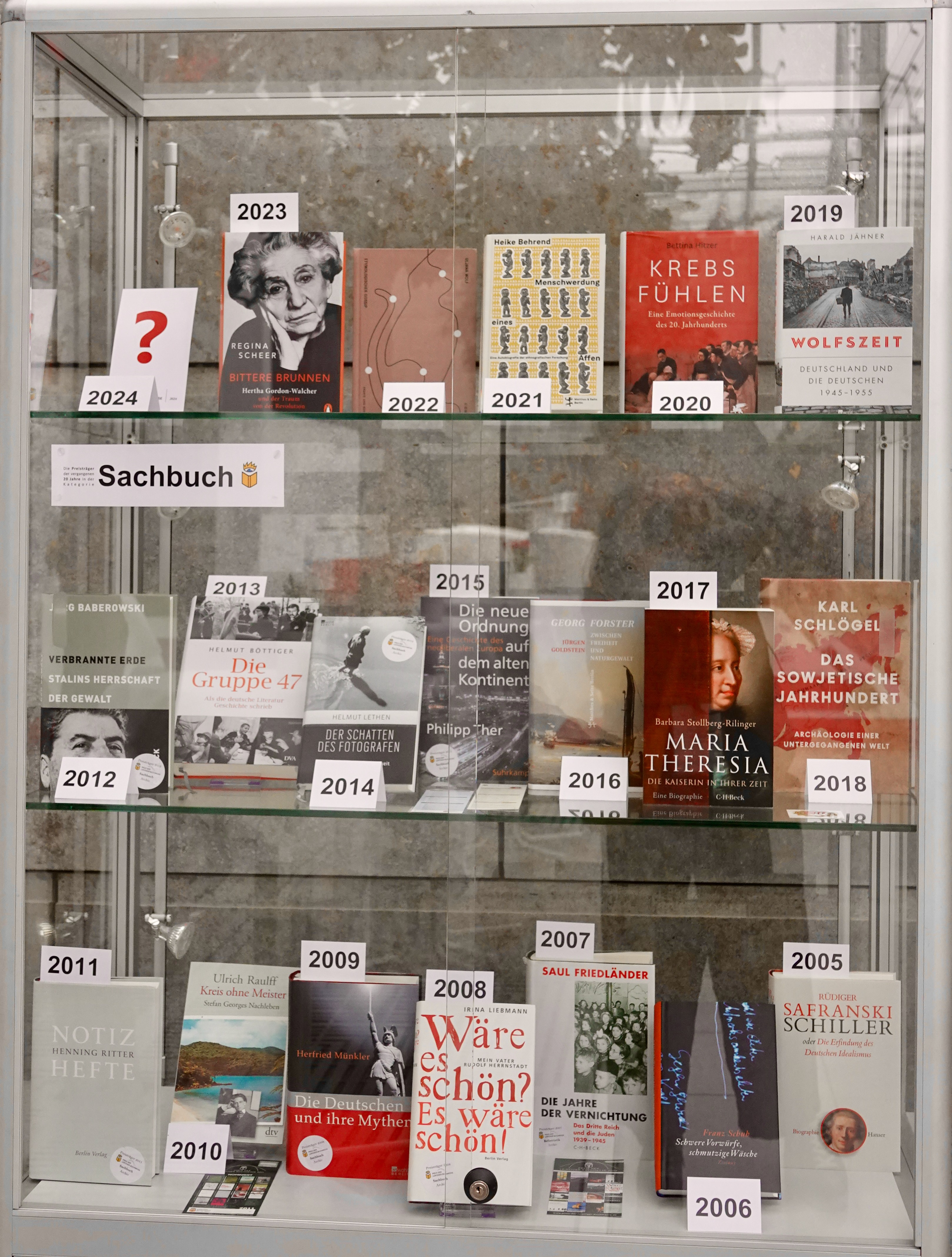
Schaukasten mit den Gewinnertiteln „Sachbuch“ 2005–2023

| Jahr | Preisträger/-in            | Titel | Verlag                      |
| ---- | -------------------------- | --- | --------------------------- |
| 2005 | Rüdiger Safranski          | Schiller oder Die Erfindung des deutschen Idealismus | Hanser                      |
| 2005 | Götz Aly                   | Hitlers Volksstaat | S. Fischer                  |
| 2005 | Kurt Flasch                | Eva und Adam | C.H.Beck                    |
| 2005 | Michael Hagner             | Geniale Gehirne | Wallstein                   |
| 2005 | Jürgen Manthey             | Königsberg | Hanser                      |
| 2006 | Franz Schuh                | Schwere Vorwürfe, schmutzige Wäsche | Zsolnay                     |
| 2006 | Peter von Matt             | Die Intrige. Theorie und Praxis der Hinterlist | Hanser                      |
| 2006 | Wolfgang Pehnt             | Deutsche Architektur seit 1900 | DVA                         |
| 2006 | Jan Assmann                | Die Zauberflöte. Oper und Mysterium | Hanser                      |
| 2006 | Friedrich Wilhelm Graf     | Moses Vermächtnis. Über göttliche und menschliche Gesetze                                                                                               | C.H.Beck                    |
| 2007 | Saul Friedländer           | Die Jahre der Vernichtung. Das Dritte Reich und die Juden 1939–1945                                                                                     | C.H.Beck                    |
| 2007 | Josef Haslinger            | Phi Phi Island – Ein Bericht | S. Fischer                  |
| 2007 | Günther Rühle              | Theater in Deutschland 1887–1945. Seine Ereignisse – seine Menschen                                                                                     | S. Fischer                  |
| 2007 | Bernd Stöver               | Der Kalte Krieg. Geschichte eines radikalen Zeitalters 1947-1991                                                                                        | C.H.Beck                    |
| 2007 | Christina von Braun        | Stille Post. Eine andere Familiengeschichte | Propyläen                   |
| 2008 | Irina Liebmann             | Wäre es schön? Es wäre schön! Mein Vater Rudolf Herrnstadt                                                                                              | Berlin Verlag               |
| 2008 | Bernd Greiner              | Krieg ohne Fronten. Die USA in Vietnam | Hamburger Edition           |
| 2008 | Thomas Karlauf             | Stefan George. Die Entdeckung des Charisma | Karl Blessing Verlag        |
| 2008 | Michael Maar               | Solus Rex. Die schöne böse Welt des Vladimir Nabokov | Berlin Verlag               |
| 2008 | Jan Philipp Reemtsma       | Vertrauen und Gewalt. Versuch über eine besondere Konstellation der Moderne                                                                             | Hamburger Edition           |
| 2009 | Herfried Münkler           | Die Deutschen und ihre Mythen | Rowohlt                     |
| 2009 | Matthias Frings            | Der letzte Kommunist. Das traumhafte Leben des Ronald M. Schernikau                                                                                     | Aufbau Verlag               |
| 2009 | Andreas Kossert            | Kalte Heimat. Die Geschichte der deutschen Vertriebenen nach 1945                                                                                       | Siedler Verlag              |
| 2009 | Jürgen Neffe               | Darwin. Das Abenteuer des Lebens | C. Bertelsmann              |
| 2009 | Karl-Heinz Ott             | Tumult und Grazie. Über Georg Friedrich Händel | Hoffmann und Campe          |
| 2010 | Ulrich Raulff              | Kreis ohne Meister. Stefan Georges Nachleben. Eine abgründige Geschichte                                                                                | C.H.Beck                    |
| 2010 | Michael Hampe              | Das vollkommene Leben. Vier Meditationen über das Glück                                                                                                 | Hanser                      |
| 2010 | Steffen Martus             | Die Brüder Grimm. Eine Biographie | Rowohlt Berlin Verlag       |
| 2010 | Frank Schirrmacher         | Payback: Warum wir im Informationszeitalter gezwungen sind zu tun, was wir nicht tun wollen, und wie wir die Kontrolle über unser Denken zurückgewinnen | Blessing Verlag             |
| 2010 | Wolfgang Ullrich           | Raffinierte Kunst. Übung vor Reproduktionen | Verlag Klaus Wagenbach      |
| 2011 | Henning Ritter             | Notizhefte | Berlin Verlag               |
| 2011 | Patrick Bahners            | Die Panikmacher. Die deutsche Angst vor dem Islam. Eine Streitschrift                                                                                   | C.H.Beck                    |
| 2011 | Andrea Böhm                | Gott und die Krokodile. Eine Reise durch den Kongo | Pantheon Verlag             |
| 2011 | Karen Duve                 | Anständig essen. Ein Selbstversuch | Galiani Verlag Berlin       |
| 2011 | Marie Luise Knott          | Verlernen. Denkwege bei Hannah Arendt | Matthes & Seitz Berlin      |
| 2012 | Jörg Baberowski            | Verbrannte Erde. Stalins Herrschaft der Gewalt | C.H.Beck                    |
| 2012 | Carolin Emcke              | Wie wir begehren | S. Fischer                  |
| 2012 | Manfred Geier              | Aufklärung. Das europäische Projekt | Rowohlt                     |
| 2012 | Lothar Müller              | Weiße Magie. Die Epoche des Papiers | Hanser                      |
| 2012 | Wilfried F. Schoeller      | Alfred Döblin. Eine Biographie | Hanser                      |
| 2013 | Helmut Böttiger            | Die Gruppe 47 | DVA                         |
| 2013 | Götz Aly                   | Die Belasteten. Euthanasie 1939–1945 | S. Fischer                  |
| 2013 | Kurt Bayertz               | Der aufrechte Gang | C.H.Beck                    |
| 2013 | Hans Belting               | Faces. Kulturgeschichte des Gesichts | C.H.Beck                    |
| 2013 | Wolfgang Streeck           | Gekaufte Zeit. Die vertagte Krise des demokratischen Kapitalismus                                                                                       | Suhrkamp                    |
| 2014 | Helmut Lethen              | Der Schatten des Fotografen | Rowohlt Berlin              |
| 2014 | Diedrich Diederichsen      | Über Pop-Musik | Verlag Kiepenheuer & Witsch |
| 2014 | Jürgen Kaube               | Max Weber: Ein Leben zwischen den Epochen | Rowohlt Berlin              |
| 2014 | Barbara Vinken             | Angezogen: Das Geheimnis der Mode | Klett-Cotta Verlag          |
| 2014 | Roger Willemsen            | Das Hohe Haus: Ein Jahr im Parlament | S. Fischer                  |
| 2015 | Philipp Ther               | Die neue Ordnung auf dem alten Kontinent. Eine Geschichte des neoliberalen Europa                                                                       | Suhrkamp                    |
| 2015 | Philipp Felsch             | Der lange Sommer der Theorie. Geschichte einer Revolte. 1960 bis 1990                                                                                   | C.H.Beck                    |
| 2015 | Karl-Heinz Göttert         | Mythos Redemacht. Eine andere Geschichte der Rhetorik                                                                                                   | S. Fischer                  |
| 2015 | Reiner Stach               | Kafka. Die frühen Jahre | S. Fischer                  |
| 2015 | Joseph Vogl                | Der Souveränitätseffekt | Diaphanes                   |
| 2016 | Jürgen Goldstein           | Georg Forster. Zwischen Freiheit und Naturgewalt | Matthes & Seitz Berlin      |
| 2016 | Christoph Ribbat           | Im Restaurant. Eine Geschichte aus dem Bauch der Moderne                                                                                                | Suhrkamp                    |
| 2016 | Ulrich Raulff              | Das letzte Jahrhundert der Pferde. Geschichte einer Trennung                                                                                            | C.H.Beck                    |
| 2016 | Werner Busch               | Adolph Menzel. Auf der Suche nach der Wirklichkeit | C.H.Beck                    |
| 2016 | Hans Joachim Schellnhuber  | Selbstverbrennung. Die fatale Dreiecksbeziehung zwischen Klima, Mensch und Kohlenstoff                                                                  | C. Bertelsmann              |
| 2017 | Barbara Stollberg-Rilinger | Maria Theresia. Die Kaiserin in ihrer Zeit | C.H.Beck                    |
| 2017 | Leonhard Horowski          | Das Europa der Könige. Macht und Spiel an den Höfen des 17. und 18. Jahrhunderts                                                                        | Rowohlt                     |
| 2017 | Klaus Reichert             | Wolkendienst. Figuren des Flüchtigen | S. Fischer                  |
| 2017 | Jörg Später                | Siegfried Kracauer. Eine Biographie | Suhrkamp                    |
| 2017 | Volker Weiß                | Die autoritäre Revolte. Die Neue Rechte und der Untergang des Abendlandes                                                                               | Klett-Cotta                 |
| 2018 | Karl Schlögel              | Das sowjetische Jahrhundert. Archäologie einer untergegangenen Welt                                                                                     | C.H.Beck                    |
| 2018 | Martin Geck                | Beethoven. Der Schöpfer und sein Universum | Siedler Verlag              |
| 2018 | Gerd Koenen                | Die Farbe Rot. Ursprünge und Geschichte des Kommunismus                                                                                                 | C.H.Beck                    |
| 2018 | Andreas Reckwitz           | Die Gesellschaft der Singularitäten | Suhrkamp                    |
| 2018 | Bernd Roeck                | Der Morgen der Welt | C.H.Beck                    |
| 2019 | Harald Jähner              | Wolfszeit. Deutschland und die Deutschen 1945–1955 | Rowohlt Berlin              |
| 2019 | Frank Biess                | Republik der Angst. Eine andere Geschichte der Bundesrepublik                                                                                           | Rowohlt Verlag              |
| 2019 | Marko Martin               | Das Haus in Habana. Ein Rapport | Wehrhahn Verlag             |
| 2019 | Lothar Müller              | Freuds Dinge. Der Diwan, die Apollokerzen & die Seele im technischen Zeitalter                                                                          | Die Andere Bibliothek       |
| 2019 | Kia Vahland                | Leonardo da Vinci und die Frauen. Eine Künstlerbiographie                                                                                               | Insel Verlag                |
| 2020 | Bettina Hitzer             | Krebs fühlen. Eine Emotionsgeschichte des 20. Jahrhunderts                                                                                              | Klett-Cotta                 |
| 2020 | Michael Martens            | Im Brand der Welten: Ivo Andrić. Ein europäisches Leben                                                                                                 | Zsolnay                     |
| 2020 | Armin Nassehi              | Muster. Theorie der digitalen Gesellschaft | C.H.Beck                    |
| 2020 | Julia Voss                 | Hilma af Klint. Die Menschheit in Erstaunen versetzen                                                                                                   | S. Fischer                  |
| 2020 | Jan Wenzel (Hrsg.)         | Das Jahr 1990 freilegen | Spector Books               |
| 2021 | Heike Behrend              | Menschwerdung eines Affen. Eine Autobiografie der ethnografischen Forschung                                                                             | Matthes & Seitz Berlin      |
| 2021 | Dan Diner                  | Ein anderer Krieg. Das jüdische Palästina und der Zweite Weltkrieg 1935 – 1942                                                                          | DVA                         |
| 2021 | Michael Hagner             | Foucaults Pendel und wir. Anlässlich einer Installation von Gerhard Richter                                                                             | Verlag Walther König        |
| 2021 | Christoph Möllers          | Freiheitsgrade. Elemente einer liberalen politischen Mechanik                                                                                           | Suhrkamp                    |
| 2021 | Uta Ruge                   | Bauern, Land: Die Geschichte meines Dorfes im Weltzusammenhang                                                                                          | Verlag Antje Kunstmann      |
| 2022 | Uljana Wolf                | Etymologischer Gossip: Essays und Reden | Kookbooks                   |
| 2022 | Horst Bredekamp            | Michelangelo | Verlag Klaus Wagenbach      |
| 2022 | Hadija Haruna-Oelker       | Die Schönheit der Differenz: Miteinander anders denken                                                                                                  | btb Verlag                  |
| 2022 | Christiane Hoffmann        | Alles, was wir nicht erinnern. Zu Fuß auf dem Fluchtweg meines Vaters                                                                                   | C.H.Beck                    |
| 2022 | Juliane Rebentisch         | Der Streit um Pluralität: Auseinandersetzungen mit Hannah Arendt                                                                                        | Suhrkamp                    |